# Wim Pijbes
Willem Meint Jans (Wim) Pijbes (Veendam, 9 oktober 1961) is een Nederlands kunsthistoricus en bestuurder. Hij was van 2000 tot 2008 directeur van de Kunsthal in Rotterdam, aansluitend tot 2016 hoofddirecteur van het Rijksmuseum in Amsterdam en vervolgens drie maanden directeur van het Museum Voorlinden in Wassenaar. Sinds januari 2017 is hij directeur van de Stichting Droom en Daad, een particulier cultuurfonds dat investeert in cultuur in Rotterdam.

## Loopbaan

### Vroege loopbaan
Pijbes ging als scholier naar het Winkler Prins Lyceum in zijn geboortestad Veendam, waar hij met Bert Visscher aan cabaret deed. Later werd Pijbes Visschers' manager toen hij als cabaretier de planken op ging. Pijbes zelf studeerde kunstgeschiedenis aan de Rijksuniversiteit Groningen. In die jaren werkte hij als lichtontwerper en theatertechnicus. Na zijn doctoraal examen in 1987 werkte hij in Theater Lantaren/Venster in Rotterdam.
Vanaf 1992 organiseerde hij voor de Rijksdienst Beeldende Kunst exposities in Japan over de 17de-eeuwse Nederlandse schilderkunst. Ook realiseerde hij een tentoonstelling over Nederlands design op de Triënnale in Milaan. In 1994 richtte hij organisatiebureau Art Support op. Hij maakte tentoonstellingen over Nederlands design in onder meer Milaan, Keulen en Frankfurt.

### Kunsthal
In 1996 trad Pijbes in dienst van de Kunsthal Rotterdam, eerst als tentoonstellingscoördinator, in 1997 als adjunct-directeur en in 2000 als directeur. Hij was lid van de Raad van Toezicht van het Rijksmuseum in Amsterdam en de Raad van Advies van de Tiger Business Lounge van het International Filmfestival Rotterdam. Voor zijn werkzaamheden ontving Pijbes in 2008 de onderscheiding van de gemeente Rotterdam, de Wolfert van Borselenpenning.

### Rijksmuseum

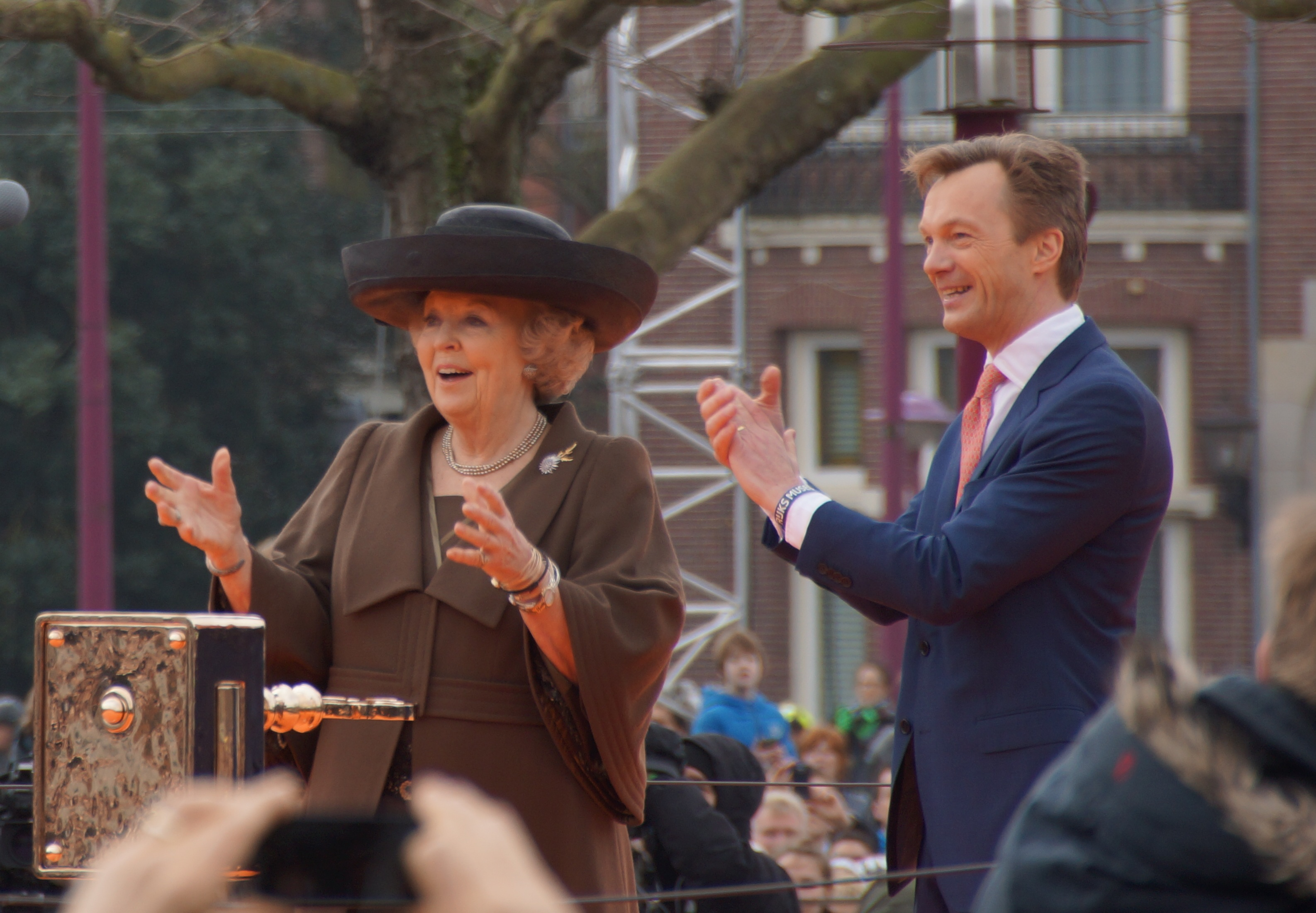
Pijbes met koningin Beatrix tijdens de heropening van het Rijksmuseum in 2013

Op 1 juli 2008 werd Pijbes hoofddirecteur van het Rijksmuseum in Amsterdam als opvolger van Ronald de Leeuw. In de eerste jaren van zijn directeurschap hield hij zich intensief bezig met de verbouwing van het Rijksmuseum, dat in april 2013 na jaren de deuren weer opende. Zijn vergeefse inspanningen om na de grote verbouwing de passage door het Rijksmuseumgebouw (de Museumstraat) af te sluiten voor fietsers en als voetgangersgebied en entreeruimte te gebruiken trokken veel publiciteit doordat het plan veel protest van Amsterdammers opriep.

In november 2013 werd Pijbes onderscheiden met de zestiende "IJ-Prijs voor bijzonder ondernemend Amsterdam" uit handen van burgemeester Van der Laan. Volgens de jury bracht Pijbes de stad Amsterdam en Nederland weer onder de aandacht "als excellent, spannend en toonaangevend". In 2013 verkoos de redactie van weekblad Elsevier Pijbes tot Nederlander van het Jaar.

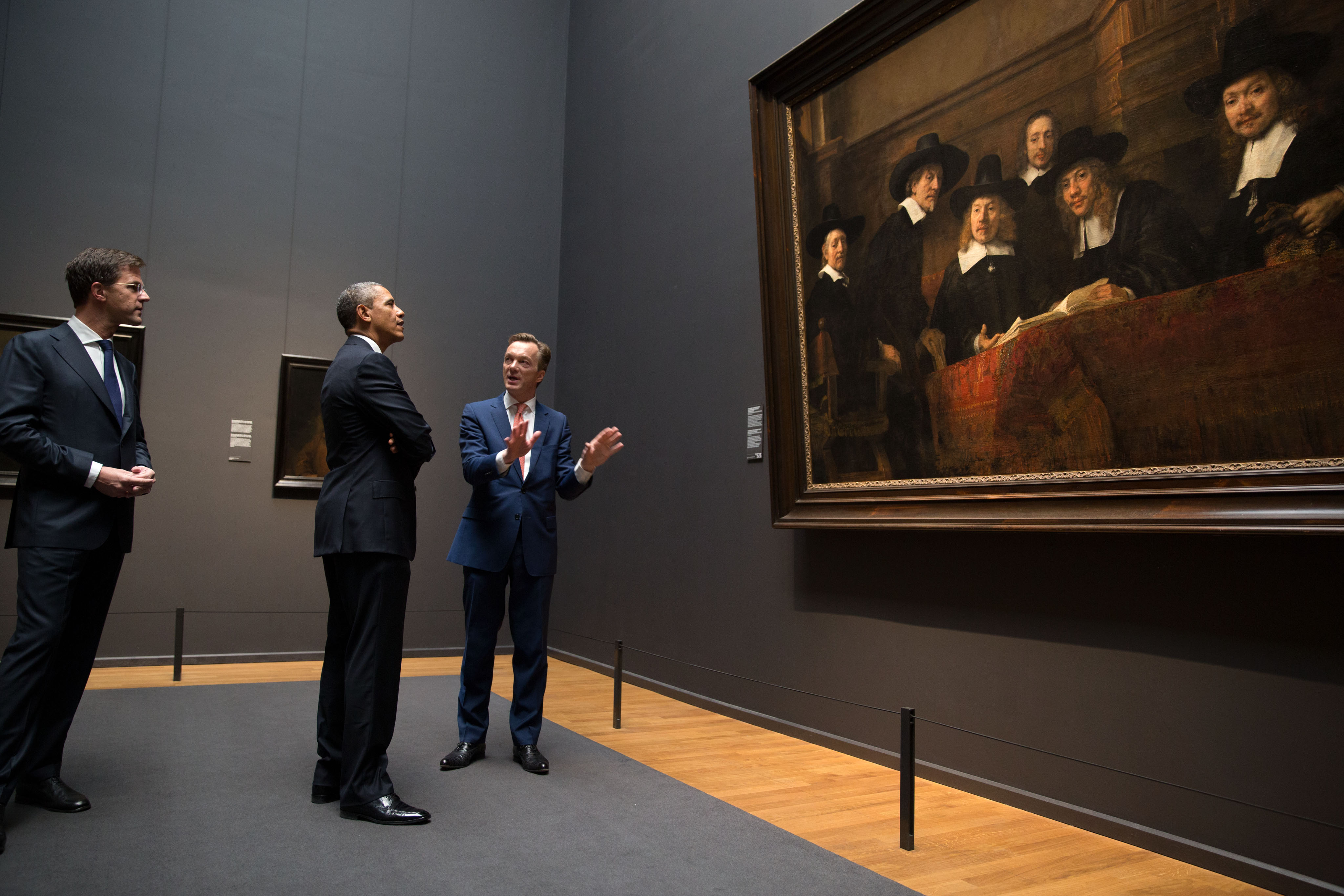
V.l.n.r.: minister-president Rutte, de Amerikaanse president Obama en Pijbes bij De Staalmeesters van Rembrandt in 2014

Op 24 maart 2014 ontving hij als directeur van het Rijksmuseum Barack Obama, de eerste die als fungerend president van de Verenigde Staten een bezoek aan Amsterdam bracht.
In de zomer van 2014 zocht hij de publiciteit met een oproep om een gezamenlijke toekomstvisie voor de stad Amsterdam te ontwikkelen, die volgens hem de stroom toeristen niet meer aankan. Hij vond Amsterdam "vies, vuig en te vol" en pleitte voor een "Deltaplan Toeristisch Amsterdam".
Op 16 mei 2015 nam Pijbes de aan het Rijksmuseum toegekende European Museum of the Year Award (EMYA) in ontvangst.
Voor het tv-programma De Wereld Draait Door, waar hij regelmatig te gast was om te vertellen over kunst, nam hij een DWDD Summerschool-aflevering op over het Rijksmuseum. De aflevering werd op 18 juni 2015 uitgezonden en door zo'n 998.000 mensen bekeken.
Ook in 2015 was het erg druk in het Rijksmuseum met de grote tentoonstelling Late Rembrandt. Naar aanleiding van klachten daarover zei hij: "Koop dan zelf een Rembrandt. Een museum is geen stiltezone." Zijn opmerking leidde tot kritische reacties. Een week later erkende hij dat het Rijksmuseum met de drukte "misschien wel tegen de grenzen van een plezierig bezoek aangelopen" was en dat Rembrandt "van iedereen en voor iedereen" is.
Als hoofddirecteur van het Rijksmuseum werd hij per 15 juli 2016 opgevolgd door Taco Dibbits. Voor zijn verdiensten werd Pijbes bij zijn afscheid op 30 juni 2016 benoemd tot Officier in de Orde van Oranje-Nassau en ontving hij de Zilveren Medaille van de Stad Amsterdam.

### Museum Voorlinden
Pijbes werd per 1 juli 2016 aangesteld als algemeen directeur van het kort daarna geopende Museum Voorlinden te Wassenaar, maar hij verruilde per 1 oktober van dat jaar de directeursfunctie voor die van bestuurslid.

### Droom en Daad
Begin januari 2017 werd Pijbes directeur van de Stichting Droom en Daad van de familie Van der Vorm, die kunst en cultuur in Rotterdam wil bevorderen. Eerder was Pijbes al gevraagd om voor de International Advisory Board (IAB) een analyse van de sterktes en zwaktes van de Rotterdamse culturele sector te maken. Onder leiding van Pijbes werd er onder andere een tijdelijke financieringsregeling gestart voor getroffen creatieve ondernemers tijdens de coronacrisis. Tot en met 2023 investeerde de stichting circa 94 miljoen euro in culturele projecten in Rotterdam.

## Andere activiteiten
Pijbes bekleedt bestuursfuncties bij onder meer Museum Voorlinden, de Vereniging Rembrandt, The European Fine Art Fair (ook bekend als TEFAF) en Droog Design. Hij had zitting in de Raad van Advies van het Palazzo Strozzi in Florence. Pijbes was in het universitaire jaar 2015-2016 gasthoogleraar (Humanitas Visiting Professor in the History of Art) aan de Universiteit van Cambridge.
Hij is mede-initiatiefnemer van de kinderkunstboekenreeks van uitgeverij Waanders. Hij schreef zelf het achtste deel Het kleine schilderboek. Tevens schreef Pijbes het boek Rijksmuseum ABC. Hij publiceert regelmatig in kranten, tijdschriften en catalogi. Voor de NTR stelde hij de achtdelige televisieserie 'Panorama Pijbes' samen over het Nederlandse landschap, gezien door de ogen van kunstenaars.
In 2009, 2010 en 2011 was Pijbes voorzitter van de jury van de Gouden Penselen. Pijbes is mede-initiatiefnemer van de Club van Honderd Individuen, de Pietje Bell-lezing, de Nederlandse Week van de Smaak en 'KunsthalKOOKT, Festival van de Echte Smaak'.